# 西本銀二郎
西本 銀二郎（にしもと ぎんじろう、1996年6月15日 - ）は、日本の俳優。
ホリプロ・インプルーブメント・アソシエーション、アニモプロデュースを経て、現在はCESエンタテインメント所属。明治学院大学文学部芸術学科卒業。

## 人物
中学生の頃から子役として俳優活動を開始。2019年6月7日よりアニモプロデュースに所属。
名前の由来はみんなのうたで放送されていた「銀ちゃんのラブレター」を見ていた母親が「銀ちゃん」っていいと思い兄の名前に「朗(ろう)」が付いていてその音もいいなと思い「銀二郎」と名づけたという。兄も同じく俳優で劇団ACTの代表である西本健太朗。

## 出演

### テレビドラマ
- パーフェクト・ブルー（2010年2月7日、WOWOW） - 山瀬浩 役
- 鈴木先生（2011年4月 - 6月、テレビ東京） - 浜口航太 役
- 北海道放送開局60周年記念連続ドラマ・スープカレー（2012年4月13日 - 、北海道放送・TBS） - 石橋敦志 役
- テレビ朝日開局55周年記念 黒澤明ドラマスペシャル 野良犬（2013年1月19日、テレビ朝日） - 重山浩介(15歳) 役
- 家族ゲーム（2013年4月 - 6月、フジテレビ） - 山尾泰司 役
- 夜のせんせい 第4 - 5話（2014年2月7日、2月17日、TBS） - 村井 役
- オトナノベル ネットで出会う（2016年3月、NHK Eテレ） - ハヤト 役
- 刑事7人シーズン2 第6話（2016年8月24日、テレビ朝日） - 日吉あきら 役
- 明日の約束（2017年10月17日 - 12月19日、フジテレビ） - 森下悟 役
- 今からあなたを脅迫します 第8話（2017年12月10日、日本テレビ） - 万引き高校生 役
- 今日から俺は!! 第8話（2018年12月2日、日本テレビ） - 清水 役
- 3年A組-今から皆さんは、人質です-（2019年1月6日 - 3月10日、日本テレビ） - 光永葵 役[7]
- 新しい王様 Season1・Season2（2019年1月8日 - 17日、TBS） - アシスタントディレクター 役
- 捜査会議はリビングで おかわり! 第3話（2020年2月16日、NHK BSプレミアム） - ウベ 役
- 劇的に沈黙 第12話（2021年9月21日、TOKYO MX1） - 学生1 役
- たびくらげ探偵日記 第1話（2022年1月6日 - 、MBSテレビ） - 不良少年 役
- おいハンサム!!（2022年1月8日 - 2月26日、東海テレビ・フジテレビ） - 品川 役
  - おいハンサム!!2（2024年4月6日 - 5月25日）
- 超人間要塞ヒロシ戦記（2023年2月13日 - 、NHK総合） - 新操舵手・オズ 役[8][9]
- 王様に捧ぐ薬指 第7話（2023年5月30日、TBS）
- 高速を降りたら（2024年3月19日〈予定〉、NHK総合・NHK BSプレミアム4K）[10]
- ヒロシの心霊キャンプ 第5話「叫ぶ女」（2024年10月24日、BS日テレ） - 武井 役
- 相棒 season23 第5話（2024年11月20日、テレビ朝日） - 町山慎吾 役
- プライベートバンカー 最終回（2025年3月6日、テレビ朝日） - 記者 役[11]

### テレビ番組
- 東京の空（2020年9月27日、TBS）
- とまどい社会人のビズワード講座（2022年4月29日、NHK Eテレ）
- 激レアさんを連れてきた。#330 （2024年9月30日、テレビ朝日）

### 配信
- 代償 第3話（Hulu、2016年11月） - 上級生 役
- 宇宙をかけるよだか 第2話、第4話（Netflix、2018年8月1日） - 男子生徒 役
- 3年A組-今から皆さんだけの、卒業式です-（2019年3月10日・17日、Hulu） - 光永葵 役[12]
- 前の住人がやって来た（チャット小説アプリ「peep」、2019年6月21日 - ） - 主演・後藤 役[13]
- BLACK DUCK（チャット小説アプリ「peep」、2020年5月- ） - 主演、Kスケ役
- 「スーサイドダンス」（チャット小説アプリ「peep」、2020年5月- ） - 声の出演、響也役
- 「小悪魔教師サイコ」（チャット小説アプリ「peep」、2021年3月- ） - 佐々木陸役
- 「ケース・イー」（チャット小説アプリ「peep」、2021年5月- ） - 主演・ハルキ役
- 「マーディスト」（チャット小説アプリ「peep」、2021年8月- ） - 刑務官(フィギアメーカー)役
- 「ぬらりひょんの棲む家２」（チャット小説アプリ「peep」、2021年12月10日- ） - 幸成　役

### 映画
- 映画 鈴木先生（2013年1月12日公開、角川書店 / テレビ東京） - 浜口航太 役
- 地獄でなぜ悪い（2013年9月28日、キングレコード / ティ・ジョイ） - 不良 役
- 闇金ウシジマくんPart2（2014年5月16日、東宝映像事業部 / SDP） - 愛沢チルドレンA 役
- ガールズ・ステップ（2015年9月12日、東映） - クラスメイト 役
- 君の膵臓をたべたい（2017年7月28日、東宝） - 西本健 役
- チェリーボーイズ（2018年2月17日、東映ビデオ／マイケルギオン） - カツアゲする不良 役
- honey（2018年3月31日公開、東映） - 安井裕翔 役
- ニセコイ（2018年12月21日、東宝） - クラスメイト 役
- 親友（2020年9月、映画祭　short shorts film festival & Asia 出品予定） - マサル役
- アクターズ・ショート・フィルム3　土屋太鳳監督作品「Prelude〜プレリュード〜」（2023年2月11日、WOWOW） - 警官役
- 米寿の伝言（2023年） - 東キッペイ 役
- 笑いのカイブツ（2024年1月5日、ショウゲート / アニモプロデュース） - 丹波 役
- おいハンサム!!（2024年6月21日公開、東宝） - 品川 役

### 舞台
- 殺し屋シュウ〜シュート・ミー〜（2009年9月1日 - 13日、博品館劇場） - 畑中修(幼少期) 役
- G.H.factory「楽園の東」（2014年4月30日 - 5月6日、新宿・シアターモリエール） - 樋口寛 役
- 小林旭演出主演『無法松の一生』（2016年、地方巡業） - 表方、学生 役
- ACTHOUSE第1期生公演「誓いますか?と聞かれても」（2017年3月29日 - 4月2日、アトリエファンファーレ東新宿） - 航一郎 役
- ACTGAME第4回戦「進め!カレーライス」（2018年1月24日 - 31日、阿佐ヶ谷シアターシャイン） - ジャガイモ直井 役
- 感情7号線 第2回公演「君の言った〝またね〟を僕は一年待っている」（2018年6月30日 - 7月8日、APOCシアター） - 天野尊彦 役
- ACT第一回特別大坂公演「米寿の伝言」（2018年8月10日 - 13日、TORII HALL） - 主演・キッペイ 役
- 劇団アレン座第3回本公演「積チノカベ」（2019年7月4日 - 7日、北九州芸術劇場 小劇場 / 7月11日 - 14日、すみだパークスタジオ倉）
- ACT第二回本公演「米寿の伝言」（2019年9月11日 - 15日、上野ストアハウス） - 主演・キッペイ 役
- 感情7号線 第4回公演「スノー・ドロップ」（2020年1月11日 - 1月19日、劇場HOPE） - 主演・大島真白 役
- 殺し屋にくびったけ（2020年7月8日 - 12日、新宿シアターサンモール） - 男(ストーリーテーラー) 役
- 狂人のつぶやき（2021年4月13日 - 4月18日、シアターグリーンBOX in BOX） - ダン役
- 僕らは恋をしなければならない（2021年9月1日 - 9月5日、高田馬場ラビネスト）演出担当
- 今日は楽しいお葬式（2022年7月21日 - 7月25日、エアースタジオ）演出担当
- 無情報 本公演vol.7「嶺上開花」（2022年6月24日 - 6月26日、BIG TREE THEATER） -  リーズー役
- シンデレラガールは誰だ（2023年1月26日 - 1月30日、エアースタジオ）演出担当
- 浪人たちのいるところ（2024年1月25日 - 1月29日、高田馬場ラビネスト）演出担当
- 演劇ユニットミチスガラ第3回 公演「がらくたのジェンガ」（2024年5月22日 - 5月26日、上野ストアハウス） - 平タケル役
- 舞台「君のクイズ」（2025年4月3日 - 20日、IMM THEATER / 4月25日 - 27日、COOL JAPAN PARK OSAKA TTホール）[14]

### CM・広告
- ハンゲーム「ドラゴンネスト」（2010年）
- 「河合塾」渋谷校チラシ（2012年）
- ガンホー「ピコットキングダム」（2014年）
- GU 2016SS「卒業」篇（2016年）
- SUNTORY BOSS「プレミアム熊本」篇（2016年）